# Chaka Demus & Pliers

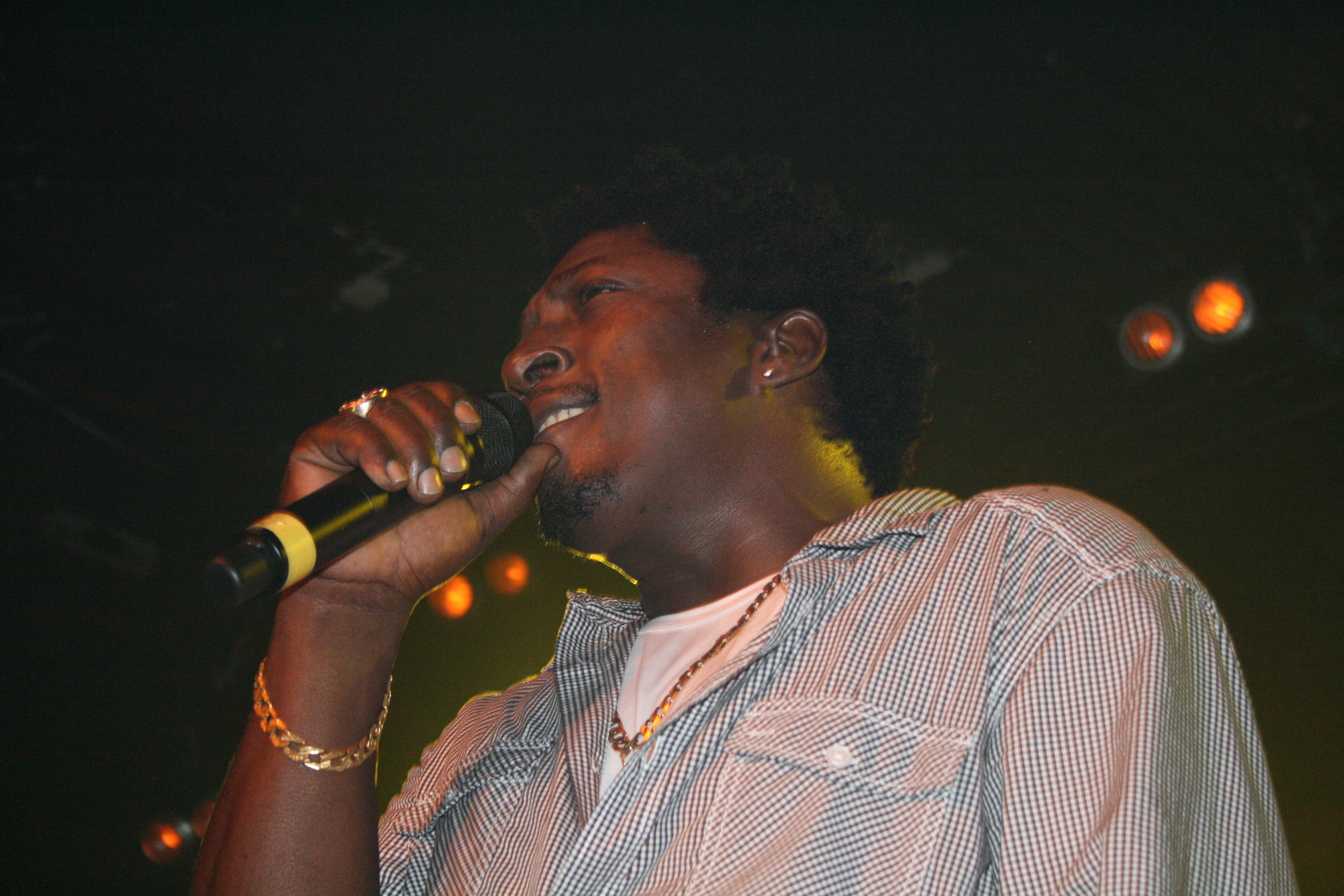
Chaka Demus & Pliers während eines Konzertes in Stockholm (2009)

Chaka Demus & Pliers ist ein jamaikanisches Reggae- und Dancehall-Duo, das in den 1990er Jahren von den beiden Musikern John Taylor (DJ Chaka Demus) und Everton Bonner (Pliers) gegründet wurde. Chaka Demus fungiert in diesem Duo als DJ und Produzent, während Pliers den Gesangspart übernimmt.

## Karriere
Als sich das Duo in den 1990er Jahren zusammenschloss und erste Erfolge aufzeigen konnte, hatten sich Chaka Demus und Pliers bereits mit Solokarrieren einen Namen in der Dancehall-Musikbranche gemacht. Ihre Single Tease Me aus dem Jahr 1993 wurde ein Hit. Die nächste Single Murder She Wrote, aufgenommen von den Produzenten Sly & Robbie, blieb ein Jahr später monatelang in den britischen Single-Charts und stieg bis auf Platz 3. Zwischendurch veröffentlichten Chaka Demus & Pliers ein Re-Release von Tease Me, das in den Charts Platz 1 belegte. Ihren größten Erfolg hatten sie mit ihrer im Dezember 1993 erschienenen Version von Twist and Shout, die zusammen mit Jack Radics und der Taxi Gang entstand und ein weiterer Nummer-1-Hit in Großbritannien wurde. Das Debütalbum Tease Me erreichte in der Folge ebenfalls Platz 1 in Großbritannien und wurde mit Platin ausgezeichnet. In Kanada und Frankreich erreichte es Gold-Status.
Nach einer längeren Zeit der Trennung schlossen sich Chaka Demus & Pliers im Jahre 2007 wieder zusammen, um die auf Vinyl veröffentlichte Single Need Your Lovin’ zu produzieren. Das Lied ist die erste Auskopplung des Albums So Proud aus dem Jahr 2008.
Im November 2007 traten sie zusammen mit Alicia Keys bei den American Music Awards auf und sangen ihre einstige Hitsingle Murder She Wrote.
Chaka Demus & Pliers waren die ersten jamaikanischen Künstler, die drei aufeinanderfolgende Top-Hits in den britischen Single-Charts platzieren konnten. Erst 2001 stellte Shaggy diesen Rekord mit vier Top-Hits in Folge ein.

## Diskografie

### Alben
| Jahr | Titel                                  | Höchstplatzierung, Gesamtwochen, AuszeichnungChartplatzierungen (Jahr, Titel, Platzierungen, Wochen, Auszeichnungen, Anmerkungen) | Höchstplatzierung, Gesamtwochen, AuszeichnungChartplatzierungen (Jahr, Titel, Platzierungen, Wochen, Auszeichnungen, Anmerkungen) | Höchstplatzierung, Gesamtwochen, AuszeichnungChartplatzierungen (Jahr, Titel, Platzierungen, Wochen, Auszeichnungen, Anmerkungen) | Höchstplatzierung, Gesamtwochen, AuszeichnungChartplatzierungen (Jahr, Titel, Platzierungen, Wochen, Auszeichnungen, Anmerkungen) | Höchstplatzierung, Gesamtwochen, AuszeichnungChartplatzierungen (Jahr, Titel, Platzierungen, Wochen, Auszeichnungen, Anmerkungen) | Anmerkungen                                                                     |
| Jahr | Titel                                  | DE | AT | CH | UK | US | Anmerkungen                                                                     |
| ---- | -------------------------------------- | --- | --- | --- | --- | --- | ------------------------------------------------------------------------------- |
| 1993 | Tease Me (UK) / All She Wrote (DE, US) | DE82 (8 Wo.)DE | — | — | UK1 Platin · (35 Wo.)UK | — | Erstveröffentlichung: Juni 1993 Produzenten: Sly & Robbie, Lloyd „Gitsy“ Willis |

Weitere Alben
- 1992: Gal Wine Wine Wine
- 1992: Gold
- 1993: Ruff This Year
- 1995: She Don’t Let Nobody
- 1996: Consciousness a Lick
- 1996: For Every Kinda People
- 2000: Murder She Wrote
- 2000: Dangerous
- 2001: Help Them Lord
- 2001: Dancehall Dons
- 2003: Trouble and War
- 2005: Back Against the Wall
- 2008: So Proud

### Kompilationen
- 1996: Unstoppable 1986–1992
- 1997: Chakademus & Pliers
- 2004: Dancehall Classics
- 2004: Gal Wine
- 2005: Gold: The Very Best Of

### Singles
| Jahr | Titel Album                                   | Höchstplatzierung, Gesamtwochen, AuszeichnungChartplatzierungen (Jahr, Titel, Album, Platzierungen, Wochen, Auszeichnungen, Anmerkungen) | Höchstplatzierung, Gesamtwochen, AuszeichnungChartplatzierungen (Jahr, Titel, Album, Platzierungen, Wochen, Auszeichnungen, Anmerkungen) | Höchstplatzierung, Gesamtwochen, AuszeichnungChartplatzierungen (Jahr, Titel, Album, Platzierungen, Wochen, Auszeichnungen, Anmerkungen) | Höchstplatzierung, Gesamtwochen, AuszeichnungChartplatzierungen (Jahr, Titel, Album, Platzierungen, Wochen, Auszeichnungen, Anmerkungen) | Höchstplatzierung, Gesamtwochen, AuszeichnungChartplatzierungen (Jahr, Titel, Album, Platzierungen, Wochen, Auszeichnungen, Anmerkungen) | Anmerkungen |
| Jahr | Titel Album                                   | DE | AT | CH | UK | US | Anmerkungen |
| ---- | --------------------------------------------- | --- | --- | --- | --- | --- | --- |
| 1993 | Murder She Wrote Tease Me / All She Wrote     | — | — | — | UK27 Platin · (4 Wo.)UK | US57 (17 Wo.)US | Erstveröffentlichung: 30. März 1992                                                                                   |
| 1993 | Tease Me Tease Me / All She Wrote             | DE31 (13 Wo.)DE | AT11 (12 Wo.)AT | — | UK3 Gold · (15 Wo.)UK | — | Erstveröffentlichung: 31. Mai 1993 Autoren: Everton Bonner, John Taylor, Lloyd Willis, Robbie Shakespeare, Sly Dunbar |
| 1993 | She Don’t Let Nobody Tease Me / All She Wrote | DE59 (11 Wo.)DE | — | — | UK4 Silber · (10 Wo.)UK | — | Erstveröffentlichung: 6. September 1993 Autoren: Curtis Mayfield, Dino Fekaris Original: Curtis Mayfield, 1981        |
| 1993 | Twist and Shout All She Wrote                 | DE32 (14 Wo.)DE | AT12 (8 Wo.)AT | CH17 (14 Wo.)CH | UK1 Gold · (14 Wo.)UK | — | Erstveröffentlichung: 6. Dezember 1993 feat. Jack Radics und Taxi Gang Original: The Top Notes, 1961                  |
| 1994 | I Wanna Be Your Man Tease Me / All She Wrote  | — | — | — | UK19 (6 Wo.)UK | — | Erstveröffentlichung: 6. Juni 1994                                                                                    |
| 1994 | Gal Wine All She Wrote                        | — | — | — | UK20 (4 Wo.)UK | — | Erstveröffentlichung: 15. August 1994                                                                                 |
| 1995 | Twist and Shout (Remix) –                     | — | — | — | UK67 (1 Wo.)UK | — | Erstveröffentlichung: 20. März 1995 feat. Jack Radics und Taxi Gang Autoren: Bert Berns, Phil Medley                  |
| 1996 | Every Kinda People For Every Kinda People     | — | — | — | UK47 (2 Wo.)UK | — | Erstveröffentlichung: 19. August 1996 Autor: Andy Fraser Original: Robert Palmer, 1977                                |
| 1997 | Every Little Thing She Does Is Magic –        | — | — | — | UK51 (2 Wo.)UK | — | Erstveröffentlichung: 18. August 1997 Autor: Sting Original: The Police, 1981                                         |

Weitere Singles
- 1992: Ruff This Year
- 1992: Dem a Watch Me
- 1992: You Look Good
- 1992: Bad Mind
- 1992: Smile
- 1992: Wining Machine
- 1992: Thief
- 1993: Mr. Mention
- 1993: When I’m with You
- 1994: War a Gwan Down the Lane
- 1994: Love Is Burning
- 1994: Sweetie
- 1994: The Place Hot
- 1995: Love You Like Crazy
- 1995: Gal Wine Junglist Grind
- 1995: We Pray
- 1996: Hurry Up & Come
- 1996: Boom Smilin’
- 1996: Murder Story
- 1998: Sugar Sugar (mit Spanner Banner)
- 1999: Miss Fine
- 1999: Full Up a Bad Mind
- 2000: Uprising
- 2000: Redemption
- 2001: Gone Too Soon
- 2002: I Saw the Sign
- 2002: Work It Out
- 2003: All Eyes on Me
- 2005: My Love
- 2007: Need Your Lovin’
- 2008: When King Tubby’s Used to Play
- 2009: Redemption Song

## Auszeichnungen für Musikverkäufe
| Goldene Schallplatte - Frankreich - 1995: für das Album Tease Me / All She Wrote - Kanada - 1994: für das Album Tease Me / All She Wrote - Neuseeland - 2024: für das Album Tease Me / All She Wrote |

Anmerkung: Auszeichnungen in Ländern aus den Charttabellen bzw. Chartboxen sind in ebendiesen zu finden.
| Land/RegionAuszeichnungen für Musikverkäufe (Land/Region, Auszeichnungen, Verkäufe, Quellen) | Silber  | Gold     | Platin     | Verkäufe  | Quellen          |
| -------------------------------------------------------------------------------------------- | ------- | -------- | ---------- | --------- | ---------------- |
| Frankreich (SNEP)                                                                            | —       | Gold1    | —          | 100.000   | infodisc.fr      |
| Kanada (MC)                                                                                  | —       | Gold1    | —          | 50.000    | musiccanada.com  |
| Neuseeland (RMNZ)                                                                            | —       | Gold1    | —          | 7.500     | radioscope.co.nz |
| Vereinigtes Königreich (BPI)                                                                 | Silber1 | 2× Gold2 | 2× Platin2 | 1.500.000 | bpi.co.uk        |
| Insgesamt                                                                                    | Silber1 | 5× Gold5 | 2× Platin2 |           |                  |